# 飯舘村立いいたて希望の里学園
飯舘村立いいたて希望の里学園（いいたてそんりつ いいたてきぼうのさとがくえん）は、福島県相馬郡飯舘村にある小中一貫の義務教育学校。

## 概要
元々、飯舘村内には、草野・飯樋・臼石の3小学校と飯舘中学校が有り、2011（平成23年）3月11日午後に発生した東北地方太平洋沖地震（東日本大震災）と津波、およびその直後に起きた福島第一原子力発電所事故の影響により村内全域が避難区域に指定され、村外の臨時校舎で授業を続けていたが、2017年（平成29年）3月31日に帰宅困難地域を除く村内全域の避難指示が解除され、2018年（平成30年）春からは飯舘中学校を改修した校舎で草野・飯樋・臼石の3小学校と飯舘中学校が授業を再開したが、2020年（令和2年）4月に、この4校を統合して開校したのがいいたて希望の里学園である。

## 沿革
- 2019年（令和元年）12月6日 - 飯舘村教育委員会が、校章デザインを発表。
- 2020年（令和2年）
  - 4月1日 - 開校。
  - 4月5日 - 開校式典挙行[3]。
  - 4月6日 - 第1回入学式挙行。最初の新入生は1年生7名と7年生（中学1年生相当）6名の計13名[4]。
- 2021年（令和3年）
  - 3月15日 - 第1回卒業証書授与式挙行。最初の卒業生は、9年生（中学3年生相当）の14名。
  - 3月23日 - 最初の修了式挙行。
  - 3月29日 - 最初の離任式挙行。

## 校歌「孤高の星」
- 作詞:黛まどか、作曲:南こうせつ、編曲:平林龍

## 周辺
- 飯舘村立までいの里こども園 - 同一敷地内で、かつ進学前こども園。
- いいたてパークゴルフ場 - 校地南西側に敷地が隣接。
- いいたてスポーツ公園
- 特養いいたてホーム
- 飯舘村役場
- メモリアルホールいいたて

## アクセス
- 福島交通「福島～南相馬線（医大経由）」（「100-1」系統原町駅前行・「100-2系統」福島駅東口行）で、「飯舘村役場」停留所[5]より、学校正門まで、徒歩約390m・約6分。
- 下述の鉄道駅から、上述の福島交通バスに乗車し、「飯舘村役場」停留所下車後、徒歩。
  - JR東日本[6]・阿武隈急行阿武隈急行線・福島交通飯坂線福島駅（東口）から、1時間13分。
  - JR東日本常磐線原町駅から、40分。